# Gabriele Marchesi
Gabriele Marchesi (* 16. September 1953 in Incisa in Val d’Arno, Provinz Florenz, Italien) ist ein italienischer Geistlicher und römisch-katholischer Bischof von Floresta.

## Leben
Gabriele Marchesi empfing am 6. Juli 1978 die Priesterweihe für das Bistum Fiesole.
Papst Benedikt XVI. ernannte ihn am 21. Februar 2013 zum Bischof von Floresta. Die Bischofsweihe spendete ihm der Bischof von Viana, Sebastião Lima Duarte, am 18. Mai desselben Jahres; Mitkonsekratoren waren Gastone Simoni, emeritierter Bischof von Prato, und Xavier Gilles de Maupeou d’Ableiges, Altbischof von Viana. 